# Blow Ya Mind
"Blow Ya Mind" to pierwszy singel amerykańskiego rapera Stylesa P promujący jego trzeci album "Super Gangster (Extraordinary Gentleman)". Wydany 8 stycznia 2008. Gościnnie wystąpił na nim Swizz Beatz. W remiksie utworu wystąpili Jadakiss i Sheek Louch.

## Lista utworów
1. "Blow Ya Mind" (Clean) - 03:38
2. "Blow Ya Mind" (Dirty) - 03:39
3. "Blow Ya Mind" (Instrumental) - 03:39
4. "Blow Ya Mind" (Acapella) - 03:30